# Frances Partridge
Pour les articles homonymes, voir Partridge.
Frances Catherine Partridge, née le 15 mars 1900 à Londres, et morte le 5 février 2004 dans la même ville, est une femme de lettres, mémorialiste et traductrice britannique. Elle est connue comme l'une des derniers membres du Bloomsbury Group. La publication de ses journaux intimes concernant cette période de sa vie a assuré sa notoriété.

## Biographie
Frances Partridge naît au 29 Bedford Square, à Londres. Son père, William Marshall, est architecte, lié à Leslie Stephen et connu pour avoir participé à la première finale du tournoi de Wimbledon, et sa mère Margaret Anna, née Lloyd, est suffragiste, proche de la famille Strachey. Elle est la sœur cadette de l'illustratrice Rachel Marshall (1891-1940). Sa famille s'installe en 1908 à Tweenways, une maison construite par son père à Hindhead, dans le Surrey. Elle  est pensionnaire en même temps que Julia Strachey à la Bedales School de 1915 à 1918, puis s'inscrit en 1918 au Newnham College, un collège féminin de Cambridge, où elle étudie d'abord la littérature anglaise durant deux ans puis s'oriente vers un parcours de sciences sociales, qui comprend des études de philosophie, psychologie, éthique et logique. Elle finit ses études en 1921.

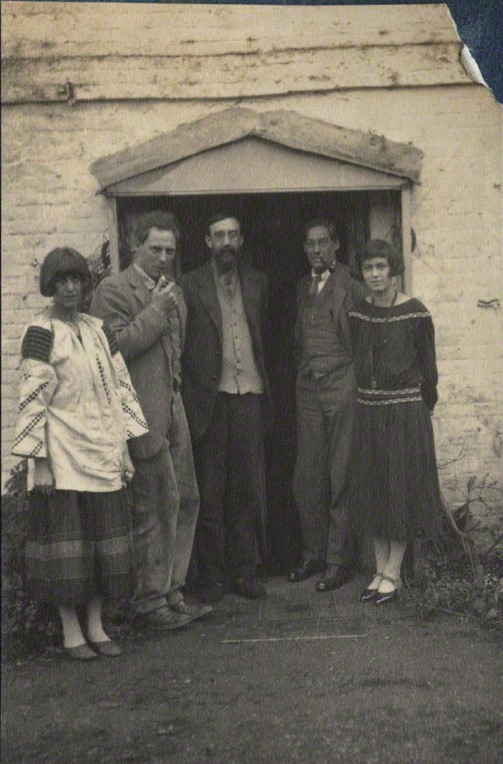
De gauche à droite : Dora Carrington, Ralph Partridge, Lytton Strachey, Oliver Strachey et Frances Partridge (1923)

Après son diplôme, elle est engagée par la librairie Birrell & Garnett, dont l'un des propriétaires, David Garnett, est l'époux de sa sœur Rachel. Elle y est selon son expression « bonne à tout faire » (« dogsbody »), mais c'est dans ce cadre qu'elle fait la connaissance des membres du Bloomsbury Group : Leonard et Virginia Woolf, l'économiste John Maynard Keynes, le peintre Duncan Grant, la peintre Vanessa Bell, sœur de Virginia Woolf et Clive Bell, son époux. Elle fait également la connaissance de Ralph Partridge, employé à la Hogarth Press, qui est alors marié avec Dora Carrington et vit avec celle-ci et Lytton Strachey à Ham Spray House, Ham, dans le Wiltshire. Ralph Partridge quitte Ham Spray House en 1926, et s'installe à Gordon Square avec Frances.
Celle-ci quitte la librairie en 1928, et prépare, avec Ralph Partridge, l'édition du journal intime de Charles Greville, sous la direction éditoriale de Lytton Strachey. L'édition paraît en huit volumes en 1938. Le couple se marie en 1933, et leur fils unique, Burgo, naît en 1935. Ils reprennent la maison de Ham Spray, après la mort de Lytton Strachey puis de Dora Carrington, et ils y passent la guerre.
Frances Partridge prépare l'index de la Standard Edition, publication des œuvres complètes de Freud en anglais, écrit des critiques de livres pour enfants dans le New Statesman. Elle tient un journal intime.
Ralph Partridge meurt d'une crise cardiaque en 1960, et Frances vend Ham Spray et s'installe à Londres, dans le quartier de Belgravia. Elle commence une activité de traductrice. Son fils Burgo meurt à son tour d'une crise cardiaque, en 1963, laissant une petite fille âgée de quelques mois. Elle meurt le 5 février 2004 à son domicile de Belgravia.

## Notoriété éditoriale
La publication de son journal intime assure sa notoriété littéraire,. Elle publie à partir de 1978 A Pacifist's War, une version allégée de son journal consacré aux années 1939-1945, suivie de six autres volumes : Everything to Lose: 1945-1960 (1985), Hanging On: 1960-1963 (1990), Other People: 1963-1966 (1993), Good Company: 1967-1970 (1994), Life Regained: 1970-1972 (1998), Ups and Downs: 1972-1975 et enfin Memories (1981). Son livre Julia, publié en 1983, évoque la vie de Julia Strachey.
Son personnage dans le film Carrington (1995) est joué par Alex Kingston.

## Distinctions
- 2000 : 
  - Commandeure de l'ordre de l'Empire britannique (CBE), New Year Honours list[2]
  - Docteure honoris causa de l'université de Londres[2]

## Œuvres

### Mémoires et journaux
- The Greville Memoirs (Macmillan & Co, 1938), en collaboration avec Ralph Partridge (travail commencé par Lytton Strachey).
- A Pacifist’s War (Hogarth Press, 1978), un récit de la vie de Ralph et de la sienne en tant que pacifistes pendant la Seconde Guerre mondiale. (Ralph Partridge avait gagné une Military Cross avec barrette pendant la Première Guerre mondiale.)
- Love in Bloomsbury: Memories (Victor Gollancz, 1981)
- Julia (Gollancz, 1983), souvenirs sur l'écrivaine britannique Julia Strachey.
- Everything to lose (Gollancz, 1985), son journal entre 1945 et 1960.
- Friends in focus (Chatto & Windus, 1987), collection de photos.
- Hanging On (Collins, 1990), son journal entre 1960 et 1963.
- Other People (HarperCollins, 1993), son journal entre 1963 et 1966.
- Good Company (HarperCollins, 1994), son journal entre 1967 et 1970.
- Life Regained (Weidenfeld & Nicolson, 1998), son journal entre 1970 et 1972.
- Ups and Downs (Weidenfeld & Nicolson, 2001), son journal entre 1972 et 1975.

### Traductions
- Nothing is Impossible (Harvill Press, 1956) par Mercedes Ballesteros
- Something to Declare (The Harvill Press, 1957) par Lovleff Bornet
- Blood and Sand (Elek, 1958) par Vicente Blasco Ibáñez
- The Naked Lady (Elek, 1959) par Vicente Blasco Ibáñez
- The Enemy in the Mouth: an account of Alcoholics Anonymous (Rupert Hart-Davis, 1961) par Joseph Kessel
- A Gap in the Wall (Collins, 1963) par Gabrielle Estivals
- The President (Atheneum, 1964) par Miguel Ángel Asturias
- Human Communication (World University Library, 1967) par J. L. Aranguren
- Napoleon's Sainte-Hélène (John Murray, 1968) par Gilbert Martineau
- The War of Time (Gollancz, 1970) par Alejo Carpentier
- Napoleon Surrenders (John Murray, 1971) par Gilbert Martineau
- Reasons of State (Alfred A. Knopf, 1976) par Alejo Carpentier
- Napoleon's Last Journey (John Murray, 1976) par Gilbert Martineau
- Madame Mère: Napoleon’s Mother (John Murray, 1978) par Gilbert Martineau